# ジュラシック・ファイト・クラブ
ジュラシック・ファイト・クラブ（原題JURASSIC FIGHT CLUB ）はアメリカのヒストリーチャンネルで放送された番組である。

## 概要
恐竜同士の戦いのCGの再現バトルを中心に描く番組である。流血などリアル傾向の為、年少者の視聴に対し残酷なシーンが含まれる注意がナレーションで流れる。
恐竜のデザインは映画ジュラシック・パークシリーズの恐竜のデザインを参考にしており、「ジュラシック・ファイト・クラブへようこそ」は「ジュラシック・パークにようこそ」のオマージュである。日本では「最強の恐竜」のタイトルでDVD化された。

## 評価
直接的・間接的な化石証拠も元にした強引なストーリーが目立つが、プロの古生者学者がテレビに合わせて話を盛り上げているため、それなりに評価されている。もっとも、評価については突き詰めていくと各個人で分かれるため、以下に関連した論文を提示しておく(随時更新予定)。
※訳称はgooブログの太古の世界より拝借した。
第1回
- 『Cannibalism in the Madagascan dinosaur Majungatholus atopus』(Rogers, Raymond R:2007)…マジュンガサウルスの共食い
- 『Gregarious behaviour among non-avian theropods inferred from trackways: A case study from the Cretaceous (Cenomanian) Candeleros Formation of Patagonia, Argentina』 (Arturo Miguel Heredia:2020)…アベリサウルス科の足跡

第2回
- 『Growing up Tyrannosaurus rex: Osteohistology refutes the pygmy “Nanotyrannus” and supports ontogenetic niche partitioning in juvenile Tyrannosaurus』(Holly N. Woodward:2020)…ナノティラヌスの有効性
- 『The Serrated Teeth of Tyrannosaurid Dinosaurs, and Biting Structures in Other Animals』( WL Abler:1992)…ティラノサウルスとコモドドラゴンの狩猟スタイルは同じ？

第3回
- 『Osteology of Deinonychus antirrhopus, an Unusual Theropod from the Lower Cretaceous of Montana』(Ostrom:1696)…デイノニクスの論文
- 『A reevaluation of cooperative pack hunting and gregariousness in Deinonychus antirrhopus and other nonavian theropod dinosaurs』(Roach, B. T:2007)…デイノニクスの共食い疑惑

第4回
- 『New data towards the development of a comprehensive taphonomic framework for the Late Jurassic Cleveland-Lloyd Dinosaur Quarry, Central Utah』(Joseph E. Peterson:2017)…クリーブランド・ロイドの体積経緯
- 『A phylogenetic study of the section moduli of the humerus in bipedal theropod dinosaurs』(Lee, Scott:2016)…獣脚類の上腕骨
- 『New insights into the lifestyle of Allosaurus (Dinosauria: Theropoda) based on another specimen with multiple pathologies』(::Christian Foth:2005)…ビッグアル2

第5回
※後日追加予定
第6回
- 『Skull and tooth morphology as indicators of niche partitioning in sympatric Morrison Formation theropods』(Henderson:1998)…獣脚類の食い分け
- 『Head-biting behavior in theropod dinosaurs: paleopathological evidence』(Darren Tanke:2000)…獣脚類の喧嘩

第7回
- 『Demythologizing Arctodus simus, the 'short-faced' long-legged and predaceous bear that never was』(Figueirido:2010)…ショートフェイスベアの食性
- 『Phylogenetics of Panthera, including Panthera atrox, based on craniodental characters』(King, L. M:2014)…アメリカのライオン(絶滅種)

第8回
- 『A large dromaeosaurid (Theropoda) from the Lower Cretaceous of Eastern Utah』(Kirkland, J. I:1993)…ユタラプトルの鉤爪
- 『 A polacanthine ankylosaur (Ornithischia: Dinosauria) from the Early Cretaceous (Barremian) of eastern Utah.』(Kirkland, J.I.1998)…ガストニアの諸々

第9回
※総集編のため割愛
第10回
- 『Dinosaur demise in light of their alleged perennial polar residency』(Z Lewy:2017 )…(極地の恐竜)
- 『NEW EVIDENCE FOR PREDATORY BEHAVIOR IN TYRANNOSAURID DINOSAURS FROM THE KIRTLAND FORMATION (LATE CRETACEOUS, CAMPANIAN), NORTHWESTERN NEW MEXICO』(Spencer G. Lucas:2018)…ケラトプス科への攻撃方法

第11回
- 『A tyrannosaur trackway at Glenrock, Lance Formation (Maastrichtian), Wyoming』(Sean D.Smitha:2015)…ティラノサウルスvsエドモントサウルス
- 『Cooperative Hunting Harris' Hawks (Parabuteo unicinctus)』(JAMES C. BEDNARZ:1988)…ハリスホークの集団攻撃

第12回
- 『Extraterrestrial Cause for the Cretaceous-Tertiary Extinction』(Alvarez, L.W:1980)…アルヴァレスの隕石衝突説

## ナレーション
これから流す映像には残酷なシーンが含まれます。ご了承ください。
地上に現れた最初の戦士、究極のハンター恐竜。新しい発見と法医学によって太古の戦いを再現する。
ジュラシック・ファイト・クラブへようこそ。

## 番組内容
2種類かまたは複数の異なった動物の能力を、法医学やCGを用いたシミュレーションで測定し、その結果に基づき、その2種が実際に自然界で遭遇し闘ったらどうなるのかを推定したコンピューターグラフィックスアニメを制作して、どちらの恐竜が強いのかを調べるのが番組の趣旨である。全12話放送され、第9話が肉食恐竜の総集編で最終回が恐竜絶滅のアルマゲドンを紹介する総集編であった。第5話と第7話のみ恐竜ではなく魚類と哺乳類の対決となっている。ほとんどの対決は恐竜や古代の哺乳類が数多く生息していた北米で行われた。正しマジュンガサウルス戦はマダガスカル島、メガロドン戦は日本が舞台。
| 放送順 | サブタイトル                            | 対決した恐竜                                                 | 対決場所       | 勝者                   |
| ------ | --------------------------------------- | ------------------------------------------------------------ | -------------- | ---------------------- |
| 1      | 獰猛な恐竜"Cannibal Dinosaur"           | マジュンガサウルス (♀)VSマジュンガサウルス (♂)               | マダガスカル島 | マジュンガサウルス (♀) |
| 2      | T-REXハンター"T-Rex Hunter"             | ティラノサウルスVSナノティラヌス                             | 北米           | ティラノサウルス       |
| 3      | 小さな暴君"Gang Killers"                | ディノニクスVSテノントサウルス                               | 北米           | ディノニクス           |
| 4      | 血みどろの戦い"Bloodiest Bettle"        | カマラサウルスVSアロサウルスVSケラトサウルスVSステゴサウルス | 北米           | ー                     |
| 5      | 深海の殺戮マシーン"Deep Sea Killers"    | メガロドンVSシガマッコウクジラ                               | 松本市四賀沖   | メガロドン             |
| 6      | 食うか食われるか"Hunter Becomes Hunted" | アロサウルスVSケラトサウルス                                 | 北米           | アロサウルス           |
| 7      | 氷河時代の動物"Ice Age Monsters"        | ショートフェイスベアVSアメリカライオン                       | 北米           | ショートフェイスベア   |
| 8      | 肉食恐竜の最後"Raptor's Last Stand"     | ユタラプトルVSガストニア                                     | 北米           | ガストニア             |
| 9      | 最大の殺し屋"Biggest Killers"           | アロサウルスVSカマラサウルス他                               | 北米他         | ー                     |
| 10     | 死の河"River of Death"                  | パキリノサウルスVSアルバートサウルス                         | 北米           | アルバートサウルス     |
| 11     | 小さな暴君対T-REX"Raptors vs. T-Rex"    | エドモントサウルスVSドロマエオサウルスVSティラノサウルス     | 北米           | ティラノサウルス       |
| 12     | アルマゲドン"Armageddon"                | ナノティラヌスVSティラノサウルス他                           | 北米他         | ー                     |

### ストーリー
- 第1話/獰猛な恐竜
  - 発情期を迎えた雄のマジュンガサウルスが交尾の為に子連れの雌のマジュンガサウルスの縄張りに侵入してバトルスタート。雌が朽ち木に躓いて転倒した隙に雄は子供を咥えて木に叩き付けて殺すが、体勢を立て直した雌に首を折られる。雌は殺された我が子の死体を共食いした後、首を折られ身動き出来ない雄を生きたまま食らった。
- 第2話/T-REXハンター
  - ティラノサウルスの番が狩りに出ている間、ナノティラヌスが縄張りに侵入して2頭の幼体の兄弟の内、兄のほうを殺す。しかし兄弟達の声を聞きつけ狩りを父親に任せて心配した母親が帰還した時、地獄の門が開いた。ナノティラヌスは嬲り殺しにされ、弟は難を逃れた。
- 第3話/小さな暴君
  - デイノニクスの群れはテノントサウルスの群れから衰弱した1頭を引き離して襲うが、手古摺りに手古摺り、4頭の仲間を犠牲にして辛うじて勝利する。
- 第4話/血みどろの戦い
  - 乾季の最中、水飲み場の泥濘に足を取られたステゴサウルスの母子を襲い幼体を捕食したケラトサウルスだったが、後からやって来た3頭のアロサウルスによって殺される。一方のアロサウルス達はステゴサウルスの母親の攻撃で1頭が殺され、残った2頭は同じく泥濘にはまった雄のカマラサウルスに襲いかかる。死闘の末にカマラサウルスは2頭を返り討ちにするが、結局泥濘からは抜けられずにそのままゆっくりと止血死した。
- 第5話/深海の殺戮マシーン
  - 1頭のメガロドンが群れから離れたシガマッコウクジラを襲い致命傷を負わせる。仲間の悲鳴を聞いて駆け付けた群れによって負傷し撃退されたメガロドンだったが、致命傷を与えたシガマッコウクジラを無事頂戴する。
- 第6話/食うか食われるか
  - ケラトサウルスの番が1頭のアロサウルスに襲われ、不意打ちで雌が殺され、雄は対決するが奮戦虚しく敗死した。
- 第7話/氷河時代の動物
  - アメリカライオンとショートフェイスベアがジャイアントバイソンの死体を賭けて対戦。ショートフェイスベアがアメリカライオンを崖下に落として勝利する。
- 第8話/肉食恐竜の最後
  - 1頭のユタラプトルが1頭のガストニアを襲う。重症を負い敗北したユタラプトルだったが回復し生き延びた。
- 第9話/最大の殺し屋
  - 肉食恐竜の総集編。
- 第10話/死の河
  - アルバートサウルスの襲撃による一頭のパキリノサウルスのパニックにより群れ全体に危機を招く。その一頭を放置し、戦いを挑んだパキリノサウルスらは川に転落し大量の餌となった。
- 第11話/小さな暴君対T-REX
  - ドロマエオサウルスの群れに襲われたエドモントサウルスは倒れた。そこへ1頭のティラノサウルスが現れエドモントサウルスの邪魔な尻尾を噛み千切り美味い体を持ち去る。仲間を二匹も犠牲にしてドロマエオサウルスが得たのは尻尾だけだった。
- 第12話/アルマゲドン
  - 隕石による現世生物の絶滅が迫る中、なおも生存競争を繰り広げる恐竜達。太古の黙示録には何が書かれていたのか。